# Kiso Yoshimasa
Kiso Yoshimasa (木曾義昌?; 1540 – 1595) è stato un samurai giapponese del periodo Sengoku della provincia dello Shinano.
Yoshimasa era il figlio di Kiso Yoshiyasu ed un vassallo di Takeda Shingen. Governava il castello di Fukushima nella regione del Kiso nello Shinano. Sposò una delle figlie di Shingen ma abbandonò i Takeda nel 1582 in favore di Oda Nobunaga. Riuscì a fermare un esercito Takeda che fu mandato per sottometterlo dopo l'abbandono, e fornì agli Oda assistenza durante la loro invasione del Kai e Shinano poco dopo. Fu privato del suo feudo da Toyotomi Hideyoshi.